# Noul Urbanism

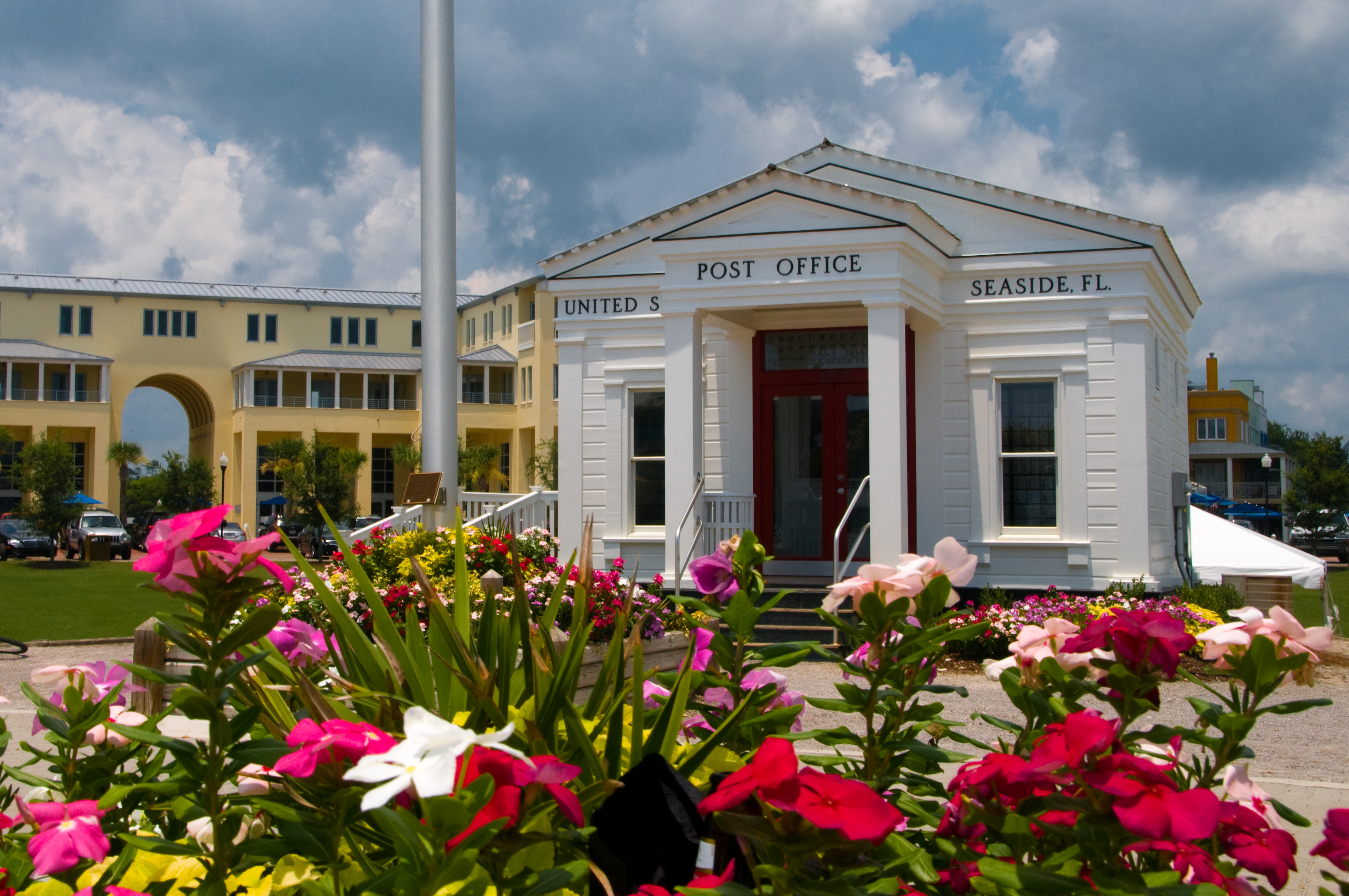
Seaside, Florida

Noul Urbanism este o mișcare de design urban care promovează obiceiuri prietenoase cu mediul prin crearea unor cartiere accesibile pietonal care conțin o gamă largă de tipuri de locuințe și locuri de muncă. A apărut în Statele Unite la începutul anilor 1980 și a influențat treptat multe aspecte ale dezvoltării imobiliare, planificării urbane și strategiilor municipale de utilizare a terenurilor. Noul urbanism încearcă să abordeze problemele asociate extinderii urbane și dezvoltării suburbane post-al doilea război mondial.
New Urbanism este puternic influențat de practicile de proiectare urbană care au fost proeminente până la apariția automobilului înainte de Al Doilea Război Mondial; cuprinde zece principii de bază, cum ar fi proiectarea tradițională a cartierelor (TND) și dezvoltarea orientată spre tranzit (TOD). Toate aceste idei pot fi înconjurate la două concepte: construirea unui sentiment de comunitate și dezvoltarea practicilor ecologice.

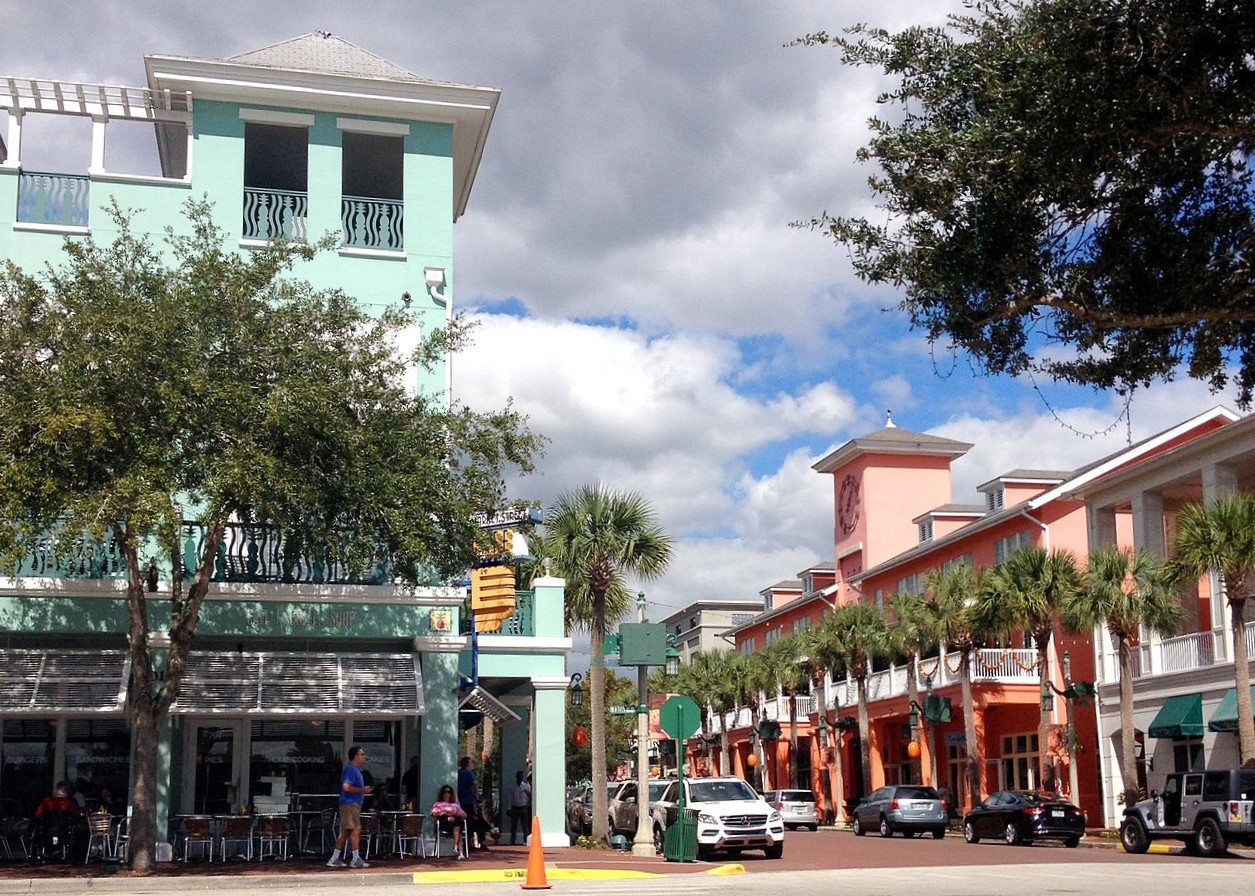
Market Street, Celebration, Florida